# Rezervația naturală silvică Rosoșeni
Rosoșeni este o rezervație naturală silvică în raionul Briceni, Republica Moldova. Are o suprafață de 149 ha.
Este o suprafață reprezentativă de pădure de stejar cu cireș din nordul Moldovei, valoroasă din punct de vedere floristic și peisagistic. Diversitatea floristică este asigurată de un total de 330 de specii de plante, dintre care 11 sunt rare. Dintre arbori, domină stejarul pedunculat, iar dintre arbuști socul.
Acest masiv de pădure este unul dintre puținele locuri din Republica Moldova în care s-au păstrat comunități de stejar cu mesteacăn, dar acestea se află în declin. Într-o vâlcea din mijlocul rezervației a fost descoperită o diversitate floristică bogată, iar într-o văgăună umedă cresc răchitișuri cu ierburi mari.

## Amplasare
Rezervația este amplasată la nord-vest de orașul Briceni. Se întinde pe o suprafață de 149 ha, conform Legii ariilor protejate din 1998, sau 147,5 ha conform amenajamentului forestier. Teritoriul are un relief uniform la altitudinea de 255-270 m, cu versanți puțin înclinați (3-7°) de expoziție atât estică cât și vestică. Rezervația este administrată de Întreprinderea Silvică Edineț, în cadrul parcelelor 14/A, 18, 19 și 20 din Ocolul Silvic Briceni.
Rezervația naturală silvică Rosoșeni se învecinează cu rezervația naturală de plante medicinale Rosoșeni, care se extinde spre nord.

## Diversitate floristică
Aria protejată este atribuită la categoria ecosisteme forestiere de stejar pedunculat (Quercus robur) și cireș din nordul Moldovei, Vegetația de arbori este completată de o suprafață de răchitiș alternând cu ierburi înalt productive și de o poiană.
În total, au fost documentate 330 de specii de plante vasculare, dintre care 26 specii de arbori, 19 specii de arbuști și 285 de specii de plante ierboase.

### Arbori
Au fost identificate 26 de specii de arbori. Cea mai răspândită este Quercus robur. Lista de specii spontane este completată de Acer campestre, A. platanoides, A. tataricum, Betula oycoviensis, B. pendula, B. platyphylloides, Carpinus betulus, Cerasus avium, Fraxinus excelsior, Malus sylvestris, Pyrus pyraster, Populus nigra, P. tremula, Salix alba, Tilia cordata, Ulmus carpinifolia și U. laevis. Încă 8 specii au fost introduse prin crearea arboreturilor  cultivate: Acer negundo, A. pseudoplatanus, Elaeagnus angustifolia, Juglans nigra, J. regia, Pinus sylvestris, Picea abies și Robinia pseudacacia.
Speciile de salcie și plop cresc în vâlceaua din mijlocul rezervației. Acer negundo și Elaeagnus angustifolia au fost înregistrate doar la marginea pădurii.
După criteriul provenienței, în aria protejată Rosoșeni au fost identificate 3 categorii de arboreturi: natural fundamentale (7), derivate (2) și cultivate (27). După productivitate, acestea acoperă tot spectrul: de la productivitate superioară până la inferioară.

#### Arboreturi natural fundamentale
Arboreturile natural fundamentale ocupă o suprafață de 99,5 ha, adică două treimi din suprafața totală a rezervației. Arborii de această categorie au răsărit în primele două decenii ale secolului al XX-lea.
Stejarii au o înălțime de 21-24 m și un diametru al tulpinii de 30-44 cm. Volumul masei lemnoase de stejar constituie 212-315 m3/ha, cu o valoare maximă de 351 m3/ha pe o suprafață din sudul rezervației.
Se întâlnesc și exemplare de cireș (Cerasus avius), mesteacăn (Betula pendula, B. oicoviensis, B. platyphilloides), plop (Populus tremula), mai rar frasin (Fraxinus excelsior), carpen (Carpinus betulus), jugastru (Acer campestre), păr (Pyrus pyraster), ulm (Ulmus carpinifolia) și măr pădureț (Malus sylvestris).
La rândul lor arboreturile natural fundamentale pot fi clasificate în două subcategorii.
Cele 5 arboreturi natural fundamentale de stejar cu cireș se întind pe o suprafață de 71 ha, pe platouri la altitudinea de 250-270 m și pe versanți cu expoziție sud-vestică, sudică, nordică și nord-estică. Predomină stejarii pedunculați, răsăriți la începutul sec. al XX-lea (90% din lăstari și 10% din semințe), de productivitate mijlocie (212-313 m3/ha). Mai este frecvent cireșul, iar în cantități mai mici cresc părul, carpenul, frasinul, paltinul de câmp și jugastrul.
O suprafață de 27,9 ha (la marginea arealului de sud-est) este populată de două arboreturi natural fundamentale de stejar cu mesteacăn. Vârsta mesteacănului era estimată la 100 de ani în 2009. Un studiu din 1972 a identificat trei specii de mesteacăn în masivul de pădure Rosoșeni: Betula pendula, B. oicoviensis și B. platyphilloides. Aria protejată Rosoșeni este unul din puținele locuri din Republica Moldova în care s-au păstrat comunități de stejar cu mesteacăn. Totuși, în ultimele decenii a fost înregistrată o scădere a numărului de exemplare de mesteacăn; dacă tendința va rămâne neschimbată, este prognozată dispariția mesteacănului de la Rosoșeni.

#### Arboreturi derivate
Singurul arboret derivat de stejar pedunculat cu salcâm este amplasat în subparcela 19K, pe o suprafață de 2,3 ha. Copacii aveau în 2009 o vârstă de aprox. 100 de ani. Are o productivitate mai joasă decât arboreturile natural fundamentale.
În parcela 19F este amplasat un arboret total derivat de paltin. Acesta ocupă o suprafață de 0,8 ha.

#### Arboreturi cultivate
Pe parcursul a aproape un secol, au fost plantate 27 de arboreturi, specialiștii experimentând 15 tipuri de combinare a arborilor: stejar pedunculat cu salcâm și invers, stejar cu frasin și vice-versa etc. Arboreturile cultivate sunt descrise în detaliu în tabelul de urmează.
| Arboreturi cultivate cu...          | Arboreturi cultivate cu...          | Cantitate | Suprafață, ha | Observații                            | Note  |
| ----------------------------------- | ----------------------------------- | --------- | ------------- | ------------------------------------- | ----- |
| stejar pedunculat                   | pure                                | 3         | 13,7          | VML: 130-190 m3/ha                    | [ 5 ] |
| stejar pedunculat                   | cu amestec de salcâm                | 1         | 1,5           | 10% salcâm                            | [ 5 ] |
| stejar pedunculat                   | în amestec cu plop                  | 2         | 9             | 20% plop                              | [ 5 ] |
| stejar pedunculat                   | în amestec cu frasin                | 1         | 3,3           | 20% frasin                            | [ 5 ] |
| stejar pedunculat                   | în amestec cu plop și altele        | 1         | 1,3           | 70% stejar, 10% plop                  | [ 5 ] |
| stejar pedunculat                   | în amestec cu plop și frasin        | 1         | 2,8           | 40% plop, 10% frasin                  | [ 5 ] |
| stejar pedunculat                   | cu un mare procent de salcâm        | 1         | 18            | 40% salcâm                            | [ 5 ] |
| stejar pedunculat și salcâm         | stejar pedunculat și salcâm         | 2         | 13,3          |                                       | [ 5 ] |
| stejar pedunculat și paltin de câmp | stejar pedunculat și paltin de câmp | 3         | 7,5           |                                       | [ 5 ] |
| stejar pedunculat și frasin         | stejar pedunculat și frasin         | 1         | 3,3           |                                       | [ 5 ] |
| stejar pedunculat și tei            | stejar pedunculat și tei            | 1         | 0,4           |                                       | [ 5 ] |
| frasin                              | cu stejar                           | 2         | 0,7           | VML: 220 m3/ha; vârsta 110 ani (2009) | [ 5 ] |
| frasin                              | cu stejar și ulm                    | 2         | 0,7           |                                       | [ 5 ] |
| paltin și salcâm                    | paltin și salcâm                    | 1         | 0,8           | VML: 154 m3/ha; vârsta 60 ani (2009)  | [ 5 ] |
| paltin, stejar și salcâm            | paltin, stejar și salcâm            | 1         | 2,6           | VML: 152 m3/ha; vârsta 55 ani (2009)  | [ 5 ] |
| jugastru și frasin                  | jugastru și frasin                  | 1         | 0,3           | VML: 108 m3/ha; vârsta 40 ani (2009)  | [ 5 ] |
| salcâm                              | pure                                | 1         | 3,1           | 5 suprafețe                           | [ 4 ] |
| salcâm                              | în amestec cu stejar                | 1         | 1,5           | 3 suprafețe; 10% stejar               | [ 4 ] |
| frasin, stejar și ulm               | frasin, stejar și ulm               | 2         | 1,7           |                                       | [ 4 ] |
| nuc negru                           | nuc negru                           | 1         | 1             | cu stejar și ulm; VLM: 175 m3/ha      | [ 4 ] |
| pin negru                           | pin negru                           | 1         | 1,4           |                                       | [ 4 ] |

VML = volumul masei lemnoase
Majoritatea arboreturilor cultivate cu stejar au fost plantate în 1965-1980. Creșterea anuală constituie 8-8,15 m3/ha. Au o diversitate mai mică decât coloniile spontane, dar mai mare decât arboreturile de salcâm, jugastru, plop ș.a. Salcâmul are o creștere anuală de 5-6,6 m3/ha.
Sectorul cultivat cu jugastru și frasin are o consistență mare, de aceea ierburile și arbuștii sunt slab dezvoltați aici. Același lucru se întâmplă în arboreturile de salcâm. Etajele inferioare sunt mai productive în stejăriș.

### Arbuști
Stratul de arbuști este compus din exemplare ale următoarelor 19 specii:
- Amorpha fruticosa
- Aronia melanocarpa
- Cornus mas
- Corylus avellana
- Crataegus monogyna
- Euonymus europaea
- Frangula alnus
- Lonicera xylosteum
- Prunus spinosa
- Rosa canina
- Rhamnus cathartica
- Rhamnus tinctoria
- Salix caprea
- Salix cinerea
- Salix viminalis
- Sambucus nigra
- Swida sanguinea
- Viburnum lantana
- Viburun opulus

Cel mai răspândit arbust este socul (Sambucus nigra). Salix caprea, S. cinerea, S. viminalis și Viburnum opulus se întâlnesc preponderent în locurile umede din vâlcea.

### Ierburi
Învelișul ierbos este bine dezvoltat, cu un grad de acoperire de 60-90% în arboreturile natural fundamentale, până la 10% în coloniile de jugastru. Sinuzia efemeroizilor este slabă.
Cele 285 de specii din stratul de ierburi sunt enumerate în ordine alfabetică în cele ce urmează (cele mai răspândite sunt evidențiate cu caractere aldine):
- Achillea pannonica
- Achillea setacea
- Achyrophorus maculatus
- Adonis aestivalis
- Agrimonia euparotia
- Agrimonia procera
- Agrostis canina
- Agrostis gigantea
- Agrostis tenuis
- Ajuga genevensis
- Ajuga reptans
- Allium oleraceum
- Allium rotundum
- Allium scordoprasum
- Alopecurus pratensis
- Amaranthus retroflexus
- Anagallis arvensis
- Angelica sylvestris
- Anisantha sterilisi
- Anthemis subtinctoria
- Anthericum ramosum
- Anthriscus sylvestris
- Apera spilavent
- Arctium lappa
- Arctium tomentosum
- Arrhenatherum elatius
- Asparagus tenuifolius
- Asperula cynanchica
- Astragalus glycyphyllos
- Ballota nigra
- Bellis perennis
- Berteroa incana
- Berula erecta
- Betonica officinalis
- Bidens tripartita
- Brachypodium sylvaticum
- Briza media
- Bromopsis inermis
- Bromus japonicus
- Bromus mollis
- Bromus secalinus
- Bupleurum falcatum
- Calamagrostis arundinacea
- Calamagrostis epigeios
- Caltha palustris
- Campanula bononiensis
- Campanula cervicaria
- Campanula macrostachya
- Campanula patula
- Campanula persicifolia
- Campanula rapunculoides
- Campanula rapunculus
- Campanula trachelium
- Capsella bursapastoris
- Carduus acanthoides
- Carex brizoides
- Carex pilosa
- Carex riparia
- Centaurea cyanus
- Centaurea jacea
- Centaurea pseudophrygia
- Centaurium erythraea
- Chaerophyllum bulbosum
- Chamaecytisus blockianus
- Chelidonium majus
- Cichorium intybus
- Circaea lutetiana
- Cirsium vulgare
- Clematis integrifolia
- Clematis recta
- Clinopodium vulgare
- Consolida arvensis
- Convallaria majalis
- Convolvulus arvensis
- Convolvulus cantabrica
- Coronaria flos-cuculi
- Coronilla varia
- Crepis praemorsa
- Crepis setosa
- Cruciata glabra
- Cucubalus bacife
- Cynoglossum officinale
- Dactylis glomerata
- Daucus carota
- Dianthus capitatus
- Dianthus carthusianarum
- Dianthus membranaceus
- Digitalis grandiflora
- Doronicum hungaricum
- Dryopteris filix-mas
- Equisetum pratense
- Elytrigia repens
- Epilobium montanum
- Epipactis helleborine
- Erigeron annuus
- Erigeron podolicus
- Euphorbia amygdaloides
- Euphorbia cyparissias
- Euphorbia villosa
- Festuca orientalis
- Festuca prateniss
- Festuca valesiaca
- Filago arvensis
- Filipendula ulmaria
- Filipendula vulgaris
- Fragaria vesca
- Fragaria viridis
- Galeobdolon luteum
- Galeopsis ladanum
- Galium aparine
- Galium odoratum
- Galium mollugo
- Galium verum
- Galium wirtgeni
- Geranium palustre
- Geranium robertianum
- Geum urbanum
- Gladiolus imbricatus
- Glechoma hederacea
- Glechoma hirsutat
- Glyceria maxima
- Gypsophila muralis
- Heracleum sibiricum
- Hieracium piloselloides
- Humulus lupulus
- Hypericum hirsutum
- Hypericum perforatum
- Inula britanica
- Inula helenium
- Inula salicina
- Iris graminea
- Iris pseudacorus
- Knautia arvensis
- Lactuca stricta
- Lamium album
- Lamium purpureum
- Lapsana communis
- Laser trilobum
- Lathraea squamaria
- Lathyrus niger
- Lathyrus pallescens
- Lathyrus pannonicus
- Lathyrus pratensis
- Lathyrus tuberosus
- Lavatera thuringiaca
- Leontodon hispidus
- Leonurus cardiaca
- Leonurus quinquellobatus
- Leopoldia comosa
- Lilium martagon
- Linaria genistifolia
- Linaria ruthenica
- Linaria vulgaris
- Listera ovata
- Lithospermum purpureocaeruleum
- Lolium perenne
- Lotus corniculatus
- Luzula campestris
- Lycopus europaeus
- Lyrhrum virgatum
- Lysimachia nummularia
- Lysimachia vulgaris
- Medicago falcata
- Medicago lupulina
- Medicago romanica
- Melampyrum cristatum
- Melampyrum nemorosum
- Melica nutans
- Melilotus officinalis
- Mentha pulegium
- Milium effusum
- Mycelis muralis
- Myosotis arvensis
- Myosotis palustre
- Neottia nidusavis
- Nepeta cataria
- Origanum vulgare
- Paris quadrifolia
- Peucedanum cervaria
- Phacelia tanacetifolia
- Physalis alkekengi
- Phleum phleoides
- Phleum pratense
- Pimpinella saxifraga
- Plantago lanceolata
- Plantago stepposa
- Platanthera bifolia
- Platanthera chlorantha
- Poa angustifolia
- Poa nemoralis
- Poa pratensis
- Polygala comosa
- Polygonatum latifolium
- Polygonatum multiflorum.
- Polygonatum odoratum
- Polygonum amphibium
- Polygonum scabrum
- Potentilla alba
- Potentilla argentea
- Potentilla impolita
- Potentilla obscura
- Primula veris
- Prunella grandiflora
- Prunella vulgaris
- Pulmonaria mollis
- Pyrethrum corymbosum
- Ranunculus cassubicus
- Ranunculus nemorosus
- Ranunculus polyanthemos
- Ranunculus pseudobulbosus
- Ranunculus repens
- Ranunculus steveni.
- Rorippa sylvestris
- Rumex acetosa
- Rumex euxinus
- Rubus caesius
- Rubus idaeus
- Salvia dumetorum
- Salvia illuminata
- Salvia pratensis
- Sambucus ebulus
- Sanicula europaea
- Scrophularia nodosa
- Scutellaria altissima
- Scutellaria galericulata
- Sedum maximum
- Senecio erucifolius
- Senecio jacobaea
- Serratula radiata
- Setaria viridis
- Silene nutans
- Silene vulgaris
- Sinapis alba
- Solanum dulcamara
- Solidago virgaurea
- Sonchus arvensis
- Sonchus asper
- Stachys germanica
- Stachys recta
- Stachys sylvatica
- Stellaria graminea
- Stellaria holostea
- Stellaria media
- Symphytum oficinale
- Tanacetum vulgare
- Taraxacum officinale
- Teucrium chamaedrys
- Thalictrum aquilegifolium
- Thalictrum lucidum
- Thalictrum minus
- Thymus dimorphus
- Thymus latifolius
- Thymus moldavicus
- Tragopogon tesquicola
- Trifolium arvense
- Trifolium campestre
- Trifolium montanum
- Trifolium pratense
- Trifolium repens
- Turritis glabra
- Tussilago farfara
- Typha angustifolia
- Urtica dioica
- Valeriana officinalis
- Veratrum nigrum
- Verbascum austriacum
- Verbascum nigrum
- Verbascum phlamoides
- Veronica agrestis
- Veronica chamaedrys
- Veronica dentata
- Veronica persica
- Vicia angustifolia
- Vicia dumetorum
- Vicia hirsuta
- Vicia pisifomis
- Vicia tenuifolia
- Vicia villosa
- Vinca herbacea
- Vincetoxicum hirundinaria
- Viola arvensis
- Viola elatior
- Viola mirabilis
- Viola reichenbachiana
- Viola tricolor
- Viscaria vulgaris

Exemplarele de Scilla bifolia, Corydalis solida, C. cava, Anemonoides ranunculoides și Isopyrum thalictroides sunt întâlnite foarte rar în rezervație.

### Specii rare
În aria protejată Rosoșeni au fost identificate 11 specii de specii de plante rare. Trei dintre ele – Doronicum hungaricum, Gladiolus imbricatus și Rhamnus tinctoria – sunt incluse în Cartea Roșie a Republicii Moldova. Săbiuța (Gladiolus imbricatus) este considerată o specie dispărută, ultima oară ea fiind înregistrată în această pădure în anul 1990 (șase exemplare). Asparagus tenuifolius, Briza media, Caltha palustris, Platanthera bifolia și P. chlorantha sunt specii periclitate (EN), care cel mai probabil vor dispărea dacă factorii care le afectează nu vor fi înlăturați. Specia Dryopteris filix-mas este vulnerabilă (VU). Doronicum hungaricum, Lilium martagon, Listera ovata și Rhamnus tinctoria sunt specii cu risc scăzut (LC) – ele nu sunt amenințate cu dispariția, dar se află sub risc.

### Alte clasificări
Speciile de plante identificate în rezervația silvică Rosoșeni sunt atribuite la 6 categorii de bioforme (sistemul Raunkiaer–Braun–Blanquest): hemicriptofite (54,2%), terofite (13,3%), fanerofite (12,7%), geofite (9,7%), camefite (1,8%) și hidrofite (0,3%).
După adaptabilitatea la umiditatea solului, 33,6% din speciile de plante sunt mezofite, 27% xeromezofite, 6,7% mezohigrofite, restul categoriilor având o importanță redusă. După preferințele legate de temperatura aerului, majoritatea speciilor (50,3%) sunt micromezoterme. Ca geoelemente, predomină speciile eurasiatice (47,3%), urmate de cele europene (22,7%), pontice (5,5%), circumpolare (5,5%) și mediteraneene (0,3%).
Comunitățile de plante au fost atribuite asociațiilor Betuleto (pendulae) Querceto (roboris) caricosum (brizoides) și Betuleto (pendulae) Querceto (roboris) poosum (angustifoliae). De asemenea, au fost evidențiate două tipuri de fitocenoze: Quercetum robori – Rhamneto tinctoriae (parcelele 18A, 19A, 20E, 19E și 19K) și Quercetum robori – Betuletum pendulae (parcelele 14A și 19M).
Vâlceaua din mijlocul rezervației găzduiește comunități de plante atribuite la as. Salici-Populetum Meijer-Dres, 1936, dominate de plop negru, soc și ierburi caracteristice locurilor umede. Într-o văgăună umedă, pe o suprafață de 3,1 ha, cresc răchitișuri cu ierburi mari, atribuite as. Glycerietum maximae Hueck, 1931. Aici au fost înregistrate exemplare solitare de salcie (Salix alba), grupuri de răchită (Salix cinerea, S. viminalis) și – sporadic – crușin (Frangula alnus), soc (Sambucus nigra) și porumbar (Prunus spinosa), cel din urmă apărând doar pe marginile văgăunii și aparținând as. Pruno spinosae-crataegetum Hueck, 1931. Gradul de acoperire cu ierburi este de 100%; coada văgăunii este dominată de urzică.

## Statut de protecție
Rezervația Rosoșeni este o suprafață reprezentativă de pădure de stejar cu cireș din nordul Moldovei, valoroasă din punct de vedere al compoziției floristice și peisagistice. Genofondul include un total de 330 de specii de plante, dintre care 11 sunt rare. Unul dintre arbori are caracteristici remarcabile.
Suprafața de 149 ha a fost luată sub protecția statului prin Hotărîrea Sovietului de miniștri al RSS Moldovenești nr. 5 din 8 ianuarie 1975, fiind atribuită la categoria „arii protejate de păduri valoroase”, în scopul protecției pădurilor de stejar pedunculat cu mesteacăn și a elementelor floristice și faunistice caracteristice pădurilor zonale din nordul Moldovei. Statutul de protecție a fost reconfirmat prin Legea nr. 1538 din 25 februarie 1998 privind fondul ariilor naturale protejate de stat. În anexele legii, aria protejată este atribuită administrativ Gospodăriei Silvice de Stat Edineț, între timp reorganizată în Întreprinderea Silvică Edineț.
În rezervație se înregistrează declinul populației de mesteacăn, cele trei specii riscând să dispară dacă nu vor fi întreprinse măsuri. Au fost create 27 de arboreturi cultivate, inclusiv cu experimentarea diferitor tipuri de combinare a speciilor de arbori. S-a constatat, însă, că majoritatea au o structură și compoziție nepotrivită stațiunii în care sunt amplasate.
Pentru optimizarea conservării diversității plantelor, sunt recomandate înlocuirea arboreturilor de salcâm, jugastru, pin și nuc cu plantații de stejar și conservarea răchitișului cu ierburi mari din mijlocul rezervației. Pentru salvarea mestecenilor este necesară efectuarea unor investigații ecologice, urmate de aplicarea unei metode de regenerare. Vâlceaua care găzduiește multe specii de plante rare necesită atenție specială. Mai este recomandată și reglementarea aflării vizitatorilor în zona protejată. Dat fiind faptul că rezervația naturală silvică Rosoșeni se învecinează cu rezervația naturală de plante medicinale Rosoșeni, cele două arii protejate ar putea fi încadrate în una singură.